# Cratere Plancia
Plancia è un cratere sulla superficie di 4 Vesta.